# Idaea attenuaria
Idaea attenuaria är en fjärilsart som beskrevs av Jules Pièrre Rambur 1833. Idaea attenuaria ingår i släktet Idaea och familjen mätare. Inga underarter finns listade i Catalogue of Life.